# Halowe Mistrzostwa Europy w Lekkoatletyce 1972 – bieg na 50 m mężczyzn
Bieg na 50 metrów mężczyzn – jedna z konkurencji biegowych rozgrywanych podczas halowych lekkoatletycznych mistrzostw Europy w hali Palais des Sports w Grenoble. Eliminacje, półfinały i bieg finałowy zostały rozegrane 11 marca 1972. Zwyciężył reprezentant Związku Radzieckiego Wałerij Borzow, który tym samym obronił tytuł zdobyty na poprzednich mistrzostwach.

## Rezultaty

### Eliminacje
Rozegrano 3 biegi eliminacyjne, do których przystąpiło 15 biegaczy. Awans do półfinału dawało zajęcie jednego z pierwszych czterech miejsc w swoim biegu (Q).
Opracowano na podstawie materiału źródłowego.
Bieg 1
| Miejsce | Zawodnik         | Czas | Uwagi |
| ------- | ---------------- | ---- | ----- |
| 1       | Gerhard Wucherer | 5,82 | Q     |
| 2       | Manuel Carballo  | 5,92 | Q,    |
| 3       | Barrie Kelly     | 5,92 | Q     |
| 4       | Erik Gustafsson  | 6,02 | Q     |
| 5       | Luděk Bohman     | 6,13 |       |

Bieg 2
| Miejsce | Zawodnik             | Czas | Uwagi |
| ------- | -------------------- | ---- | ----- |
| 1       | Wałerij Borzow       | 5,83 | Q     |
| 2       | Raimo Vilén          | 5,88 | Q     |
| 3       | Manfred Schumann     | 5,92 | Q     |
| 4       | Romain Roels         | 6,01 | Q     |
| 5       | Søren Viggo Pedersen | 6,02 |       |

Bieg 3
| Miejsce | Zawodnik                | Czas | Uwagi |
| ------- | ----------------------- | ---- | ----- |
| 1       | Wasilis Papajeorgopulos | 5,77 | Q,    |
| 2       | Aleksandr Kornieluk     | 5,80 | Q     |
| 3       | Patrick Bourbeillon     | 6,01 | Q     |
| 4       | Philippe Clerc          | 6,01 | Q     |
| 5       | Vittorio Roscio         | 6,02 |       |

### Półfinały
Rozegrano 2 biegi półfinałowe, w których wystartowało 12 biegaczy. Awans do finału dawało zajęcie jednego z trzech pierwszych miejsc w swoim biegu (Q).
Opracowano na podstawie materiału źródłowego.
Bieg 1
| Miejsce | Zawodnik                | Czas | Uwagi |
| ------- | ----------------------- | ---- | ----- |
| 1       | Wasilis Papajeorgopulos | 5,77 | Q     |
| 2       | Aleksandr Kornieluk     | 5,80 | Q     |
| 3       | Raimo Vilén             | 5,82 | Q,    |
| 4       | Patrick Bourbeillon     | 5,85 |       |
| 5       | Barrie Kelly            | 5,92 |       |
| 6       | Philippe Clerc          | 6,15 |       |

Bieg 2
| Miejsce | Zawodnik         | Czas | Uwagi |
| ------- | ---------------- | ---- | ----- |
| 1       | Wałerij Borzow   | 5,77 | Q,    |
| 2       | Gerhard Wucherer | 5,83 | Q     |
| 3       | Manuel Carballo  | 5,90 | Q,    |
| 4       | Manfred Schumann | 5,92 |       |
| 5       | Romain Roels     | 5,98 |       |
| 6       | Erik Gustafsson  | 6,05 |       |

### Finał
Opracowano na podstawie materiału źródłowego.
| Miejsce | Zawodnik                | Czas | Uwagi |
| ------- | ----------------------- | ---- | ----- |
| 1       | Wałerij Borzow          | 5,75 | WR    |
| 2       | Aleksandr Kornieluk     | 5,81 |       |
| 3       | Wasilis Papajeorgopulos | 5,82 |       |
| 4       | Gerhard Wucherer        | 5,84 |       |
| 5       | Raimo Vilén             | 5,93 |       |
| 6       | Manuel Carballo         | 6,28 |       |